# Stefano Pavesi

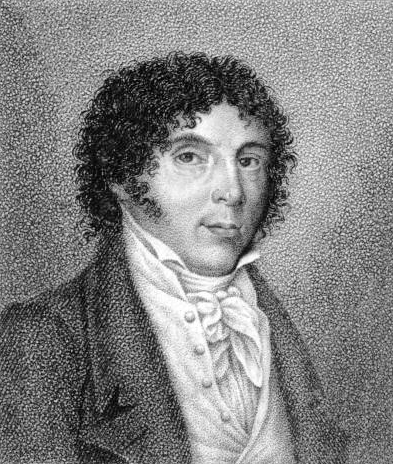
Stefano Pavesi.

Stefano Pavesi, född 22 januari 1779 i Casaletto Vaprio, Crema, död 28 juli 1850 i Crema, var en italiensk kompositör. 

## Biografi
Pavesi studerade i Neapel, först vid Conservatorio di Sant'Onofrio och sedan vid Conservatorio di Santa Maria di Loreto. Hans hopp om att bli kompositör avbröts av politiska oroligheter och det inte förrän efter att han hade lämnat det militära, 1803, som han skrev sin första opera. Han skulle skriva mer än 60 operor; både komiska och allvarliga operor, och succéerna kom att överskugga fiaskona. Han kunde ändå inte vänja sig att ena dagen kastas från succé till fiasko den andra dagen, allt på grund av den oberäkneliga italienska publiken. År 1818 fick han tjänsten som maestro di cappella i Crema, men det hindrade honom inte att skriva för scenen. Åren 1826 till 1830 var han till och med direktör på Hovteatern i Wien. Han kunde också skriva mer kyrkomusik när han blev äldre.
Det är intressant att se hur många operor av Pavesi som förebådade Rossinis senare verk, särskilt ämnena, hans Il trionfo delle belle (1809) blev Rossinis Matilde di Shabran tolv år senare. Pavesis Elisabetta d'Inghilterra satte Rossini musik till, men texten var inte densamma, bara namnet, och librettot till Odoardo e Cristina (1810) blev Eduardo e Cristina hos Rossini. År 1812 skrev Pavesi en Tancredi som även Rossini skrev ett år senare; Pavesis Agatina, ovvero La Virtù premiata är en tidigare sättning till Rossinis La Cenerentola från 1817.
Pavesi var känd för att skriva fina och välljudande cantilenor och han hade stor respekt gentemot orden; han kunde sätta ord och känslor till musik och rytm. Han var även känd av sin samtid som Sankt Johannes med den gyllene munnen; han hade en vänlig karaktär och mycket humor, enligt samtida anekdoter.